# Antitrygodes
Antitrygodes là một chi bướm đêm thuộc họ Geometridae.

## Các loài
- Antitrygodes acinosa
- Antitrygodes agrata
- Antitrygodes callibotrys
- Antitrygodes cuneilinea (Walker, [1863])
- Antitrygodes dentilinea
- Antitrygodes divisaria (Walker, 1861)
- Antitrygodes dysmorpha Prout, 1915
- Antitrygodes erythroconia
- Antitrygodes herbuloti
- Antitrygodes kirwiriensis
- Antitrygodes malagasy
- Antitrygodes papuana
- Antitrygodes parvimacula Warren, 1896
- Antitrygodes perturbata
- Antitrygodes pirimacula
- Antitrygodes privativa
- Antitrygodes restricta
- Antitrygodes subaequalis
- Antitrygodes vicina
- Antitrygodes virentiplaga